# Denyuk-Kurukhly
Denyuk-Kurukhly är en ort i Azerbajdzjan.   Den ligger i distriktet Tovuz Rayonu, i den västra delen av landet, 400 km väster om huvudstaden Baku. Denyuk-Kurukhly ligger 413 meter över havet och antalet invånare är 3 577.
Terrängen runt Denyuk-Kurukhly är platt åt nordost, men åt sydväst är den kuperad. Runt Denyuk-Kurukhly är det ganska tätbefolkat, med 108 invånare per kvadratkilometer.. Närmaste större samhälle är Qovlar, 2,2 km nordväst om Denyuk-Kurukhly.
Trakten runt Denyuk-Kurukhly består till största delen av jordbruksmark.